# Тапас (блюдо)
Та́пас (исп. tapas, с исп. — «tapa» — «крышка») — в Испании любая закуска, подаваемая в баре к пиву или вину. Это могут быть как орешки, чипсы или маслины, так и самостоятельные блюда (например, «пинчо моруно», шашлык из свинины, или «пинчос доностьяррас» в Сан-Себастьяне — множество различных холодных и горячих закусок). Часто мелкие «тапас» входят в стоимость напитка. На юго-востоке страны (в Альмерии и Гранаде) закуски всегда входят в стоимость напитка.
Исторически, закуску (ломоть хлеба или хамона) было принято класть на подаваемый стакан или кувшин вина (закрывая его содержимое от мух и пыли). Но когда, согласно указу короля Альфонсо X Кастильского, было приказано, чтобы в любом трактире его воинам в обязательном порядке подавали помимо вина и бесплатную закуску (чтобы они излишне не пьянели), трактирщики стали делать порции этих бесплатных блюд максимально маленькими. С тех пор и повелась традиция подобных блюд-закусок.
Распространённое развлечение испанцев — передвигаться из бара в бар, выпивая в каждом по бокалу вина или пива и отведывая тапас — фирменную закуску бара. Действие называется «тапеа́р».

## Галерея
- Тапас на витрине мадридского ресторана
- Тапас в одном из ресторанов Барселоны
- Тапас в одном из ресторанов Севильи. Меню включает в себя небольшие порции анчоусов, потрохов, паэльи